# Fritz Jacoby (Komponist)
Carl Bernhard Fritz Jacoby, Pseudonym Byjacco (* 9. August 1889 in Königsberg (Preußen); † 31. Dezember 1948 in Berlin (für tot erklärt durch das Standesamt Berlin I vom 16. Juni 1951 auf den 31. Dezember 1948 in Berlin)) war ein deutscher Komponist. Seine Hauptschaffenszeit fällt in die 1920er Jahre. Seine Schwester Else war mit dem deutsch-amerikanischen Filmproduzenten Seymour Nebenzahl verheiratet.
Jacoby lebte und schrieb in Berlin. Er verfasste Unterhaltungsmusik, später auch Musik zu Tonfilmen, z. B. zu dem ersten Harry-Piel-Tonfilm „Er oder ich“ von 1930.